# Disco Tango
Låten Disco Tango var Danmarks bidrag till Eurovision Song Contest 1979 och det framfördes av Tommy Seebach. Texten skrevs av Keld Heick. Bakgrundssångare under framförandet var Debbie Cameron, Ianne och Michael Elo. Seebach skrev låten åt sångerskan Gitte Hænning och han hade även räknat med att Hænning skulle framföra låten, men hon avböjde med kort varsel och Seebach beslutade då att sjunga låten själv. Uttagningen i Dansk Melodi Grand Prix blev mycket jämn och slutade med två bidrag på samma poäng. Efter omröstning i jurygrupperna stod dock Disco Tango till slut som segrare.